# Die tote Stadt

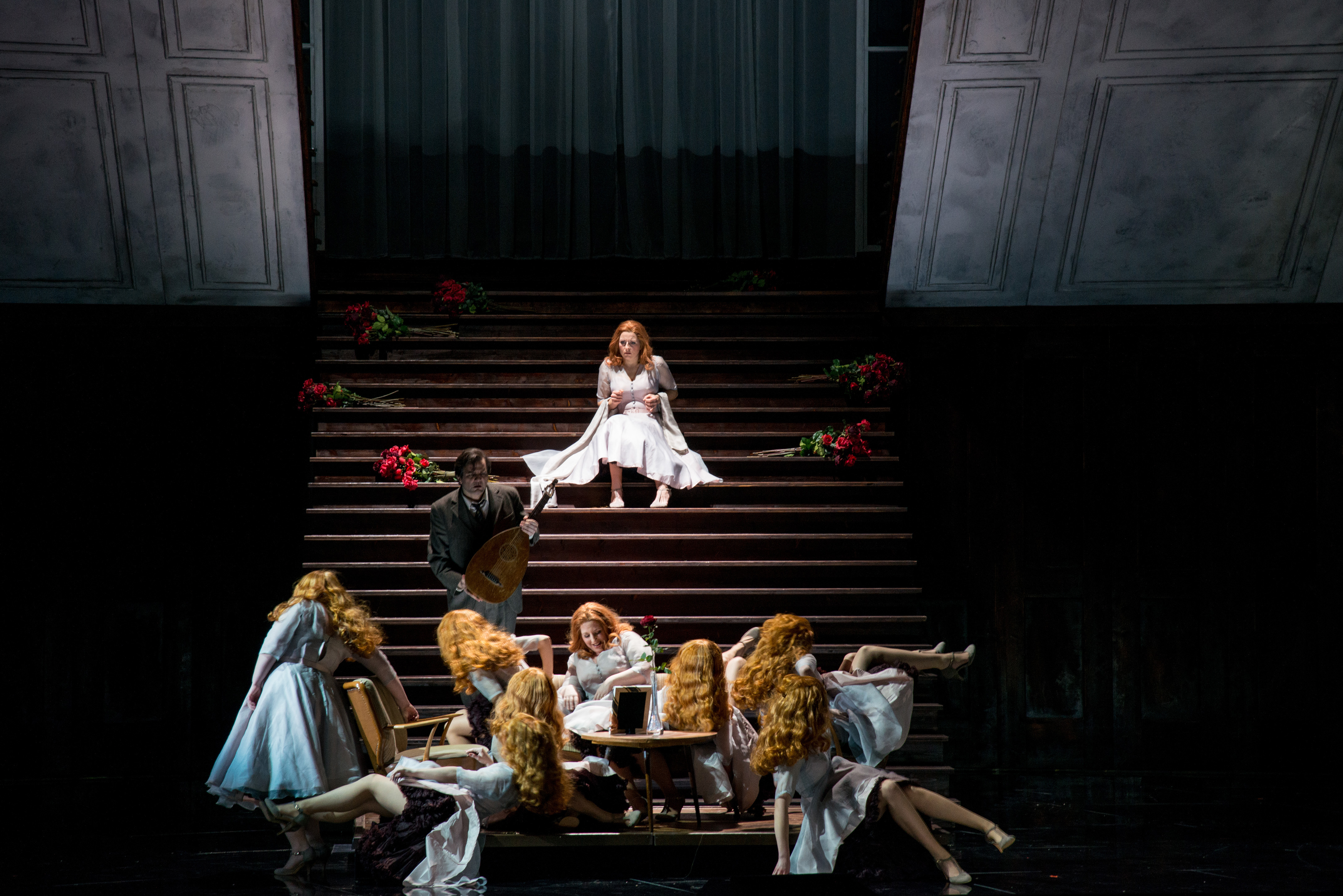
Ópera de Graz 2015

Die tote Stadt ("A Cidade Morta", em alemão) é uma ópera em três atos do compositor alemão naturalizado americano Erich Wolfgang Korngold, com libreto do próprio e do seu pai Julius Korngold, sob o pseudônimo coletivo de Paul Schott. Estreou simultaneamente em Hamburgo e Colônia, em dezembro de 1920.